# Maruša Ferk
Maruša Ferk (27. rujna 1988.) umirovljena je slovenska alpska skijašica. Bila je članica skijaškog kluba BLD - DTV Partizan Blejska Dobrava.
Maruša je nastupala u tri discipline u svjetskom skijaškom kupu: u slalomu, veleslalomu i superveleslalomu. U Svjetskom kupu debitirala je 21. siječnja 2007. godine u talijanskoj Cortini d'Ampezzo u utrci veleslaloma i osvojila 18. mjesto. Nije imala zapaženijih rezultata do 30. siječnja 2009. kada je u njemačkom Garmisch-Partenkirchenu u utrci slaloma osvojila treće mjesto, što joj je bilo prvi i jedini put u karijeri da se plasirala među deset najboljih skijašica u Svjetskom kupu u svim disciplinama.

## Vanjske poveznice
- FIS profil  Arhivirana inačica izvorne stranice od 30. prosinca 2008. (Wayback Machine)